# Dadireddihalli, Kolar
Dadireddihalli là một làng thuộc tehsil Kolar, huyện Kolar, bang Karnataka, Ấn Độ.